# Mount Coates (berg i Antarktis, lat -67,87, long 62,52)
Mount Coates är ett berg i Antarktis. Det ligger i Östantarktis. Australien gör anspråk på området. Toppen på Mount Coates är 1 234 meter över havet.
Terrängen runt Mount Coates är huvudsakligen lite kuperad. Trakten är obefolkad. Det finns inga samhällen i närheten. 